# Пытливый (сторожевой корабль)
«Пытливый» — сторожевой корабль проекта 1135М, состоявший на вооружении ВМФ СССР и в настоящее время состоящий на вооружении Черноморского флота России.
Входит в состав 30-й дивизии надводных кораблей.

## История постройки корабля
Сторожевой корабль «Пытливый» был зачислен в списки кораблей 21 февраля 1979 года и 27 июня 1979 года заложен на стапеле ССЗ «Янтарь» в Калининграде (заводской номер № 169). Спущен на воду 16 апреля 1981 года, вступил в строй 30 ноября 1981 года и 9 февраля 1982 года включён в состав Черноморского флота.

## Служба
30 мая — 3 июня 1988 года нанёс визит в порт Алжир. 2 декабря 1989 года участвовал в обеспечении на рейде Ла-Валлетты (о. Мальта) рабочей встречи Генерального секретаря ЦК КПСС М. С. Горбачёва с президентом США Дж. Бушем-старшим. 22 января — 26 января 1990 года — в Пирей (Греция).
С 9 июля 1993 по 1996 год на Прибалтийском ССЗ «Янтарь» прошёл капитальный ремонт. 28 июля 1996 года участвовал в международном морском параде в С.-Петербурге, посвящённом 300-летию Российского флота.
По итогам 2002 года был признан лучшим надводным кораблём ВМФ России.
В 2014 году проходил ремонт в Севастополе. Ходовые испытания прошел в сентябре того же года. По состоянию на 11 февраля 2015 года завершено восстановление технической готовности.
По состоянию на 31 марта 2015 года готовился на боевую службу в Средиземное море. 18 мая 2015 года вышел из Севастополя в направлении Средиземного моря, где вошёл в состав постоянной группировки кораблей ВМФ России в Средиземном море, где на основе ротации заменил сторожевой корабль «Ладный».
25 мая 2016 года вышел из Севастополя и взял курс на Средиземной море, где в рамках плановой ротации сил экипажу предстояло выполнение задач в составе постоянного оперативного соединения ВМФ России в этом регионе.
5 августа 2016 года вышел из Севастополя и взял курс на Средиземной море, где в рамках плановой ротации сил экипажу предстояло выполнение задач в составе постоянного оперативного соединения ВМФ России в этом регионе.. 28 ноября 2016 года вернулся в Севастополь из дальнего похода.
22 июля 2017 года после планового восстановления технической готовности приступил к выполнению задач в составе постоянного соединения ВМФ России в Средиземном море.
30 июля 2017 года принял участие в военно-морском параде Постоянного оперативного соединения ВМФ России в Средиземном море на базе ВМФ России в сирийском Тартусе.
3 августа 2017 года по сообщению пресс-службы Южного военного округа РФ, сторожевой корабль «Пытливый» успешно завершил выполнение задач в составе постоянного соединения ВМФ России в Средиземном море и начал переход к месту постоянной дислокации. Возвратился в Севастополь 4 августа 2017 года.
31 августа 2017 года в рамках отработки курсовой задачи К-2 (действия одиночного корабля в море по предназначению) выполнил ракетные и артиллерийские стрельбы, а также ряд других упражнений. 6 сентября 2017 года принял участие в плановых командно-штабных учениях (КШУ) проводившихся в полигонах боевой подготовки флота на Чёрном море. 13 сентября 2017 года вошёл в состав Постоянного оперативного соединения ВМФ России в Средиземном море.
14 февраля 2018 года в Севастополе на корабле прошло занятие по отработке элементов курсовой задачи К-1, в рамках которой экипаж провёл мероприятия по приготовлению корабля к бою и походу.
14 марта 2018 года прошёл через проливы Босфор и Дарданеллы, войдя в акваторию Средиземного моря для вхождения в состав Постоянного оперативного соединения ВМФ России в Средиземном море. 2 апреля завершил выполнение задач в составе соединения и взял курс на Севастополь.
21 апреля 2018 года вошёл в акваторию Средиземного моря. 31 мая 2018 года завершил выполнение задач в составе постоянной группировки Военно-морского флота в Средиземном море и взял курс на Севастополь.
В январе 2019 года вёл наблюдение за кораблями ВМС США, зашедшими в акваторию Чёрного моря. Сначала за десантным кораблём «USS Fort McHenry», затем за эсминцем «USS Donald Cook».

## Командиры
- Гарамов, Олег Юрьевич[22]